# فرودگاه لانزاروته
فرودگاه لانزاروته (به انگلیسی: Lanzarote Airport) (به زبان بومی: Aeropuerto de Lanzarote) یک فرودگاه همگانی مسافربری با کد یاتا ACE است که یک باند فرود آسفالت دارد و طول باند آن ۲۴۰۰ متر است. این فرودگاه در کشور برزیل قرار دارد و در ارتفاع ۱۴ متری از سطح دریا واقع شده‌است.

## شرکت‌های هواپیمایی و مقصدهای پروازی

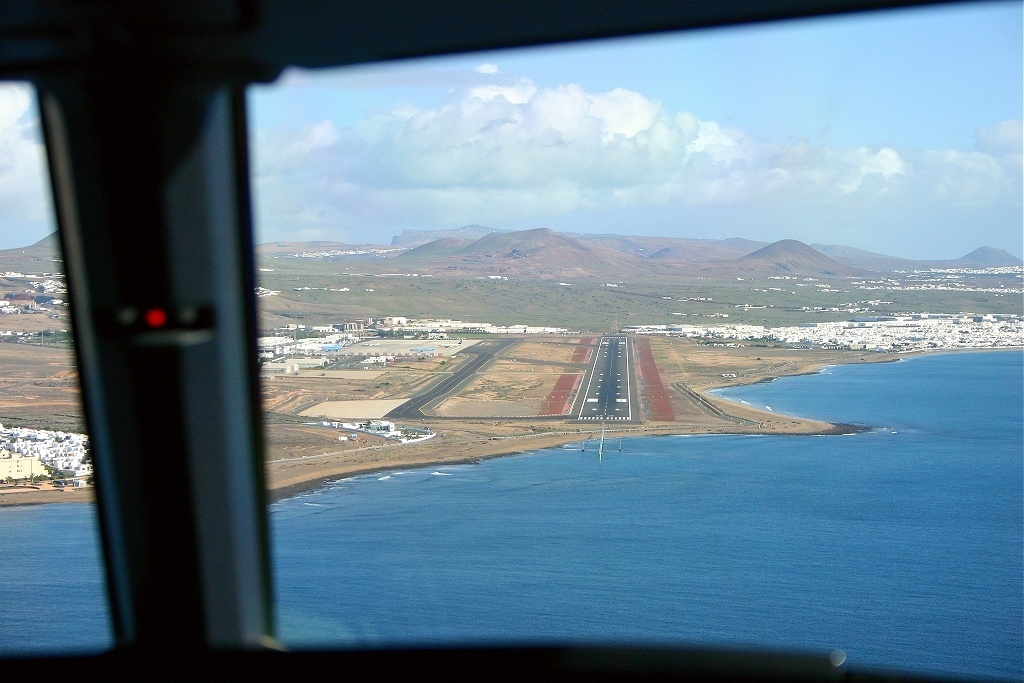
Lanzarote Airport seen from the cockpit of an aircraft on approach

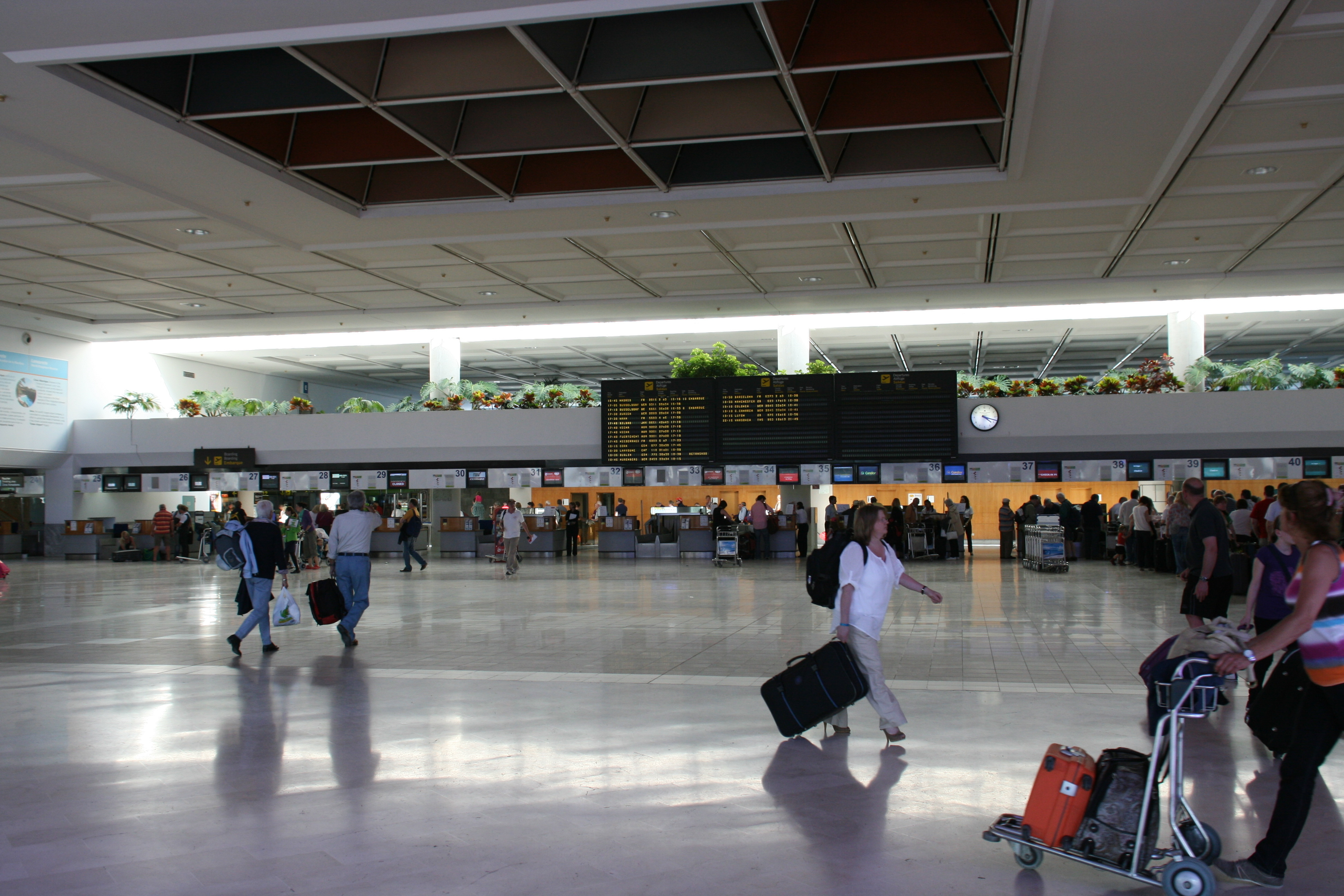
Terminal concourse

### Scheduled
| شرکت‌های هواپیمایی                          | مقصدهای پروازی |
| ------------------------------------------ | --- |
| ایر لینگاس                                 | کرک، دوبلین فصلی: شنن |
| ایر اروپا                                  | بیلبائو، مادرید-باراخاس، سانتیاگو د کمپوستلا فصلی: بارسلونا-ال پرات |
| آسترین ایرلاینز                            | وین |
| بینتر کاناریاس اجرا توسط NAYSA             | گرن کناریا، تنریف شمالی |
| بریتیش ایرویز                              | گاتویک |
| CanaryFly                                  | گرن کناریا، تنریف شمالی |
| کوندور فلوگدینست                           | دوسلدورف، فرانکفورت، هامبورگ، هانوفر، لایپزیگ/هال، مونیخ، اشتوتگارت فصلی: منچستر |
| ایزی‌جت                                     | بلفاست، بریستول، جان لنون لیورپول، گاتویک، لوتن لندن، میلانو مالپنسا فصلی: اسخیپول آمستردام، هامبورگ، جنوبی لندن |
| easyJet Switzerland                        | بازل-مولوز-فرایبورگ اروپا |
| ادلوایس ایر                                | زوریخ |
| یورو وینگز                                 | دوسلدورف |
| فن‌ایر                                      | هلسینکی |
| جرمنیا                                     | برمن، درسدن، ارفورت-وایمار، فریدریش هافن، مانستر اوسنابروک |
| ایبریا اکسپرس                              | مادرید-باراخاس |
| جت۲.کام                                    | بلفاست، بیرمنگام، ایست میدلند، ادینبرو، گلاسگو، لیدز برادفورد، استانستد لندن، منچستر، نیوکاسل |
| لوکزایر                                    | لوگزامبورگ - فیندل |
| مونارک ایرلاینز                            | بیرمنگام، گاتویک، لوتن لندن، منچستر |
| نیکی لوفت‌فارت                              | وین |
| نروجین ایر شاتل                            | گاتویک، گاردرموئن اسلو |
| پریمرا ایر                                 | بیلاند، کپنهاگ |
| رایان‌ایر                                   | بارسلونا-ال پرات، باووایس-تیلی، بلفاست، اوریو آل سریو، برلین شونفلد، بیرمنگام، بلوونی گوگلیلمو مارکونی، بریستول، بروکسل جنوب شرلروآ، کرک، دوبلین، ایست میدلند، ادینبرو، آیندهوون، فرانکفورت (آغاز از ۲۹ اکتبر ۲۰۱۷)، گلاسگو، فرانکفورت-هان، ایرلند غربی، لیدز برادفورد، جان لنون لیورپول، لوتن لندن، استانستد لندن، مادرید-باراخاس، منچستر، گلاسگو پرستویک، لئوناردو دا وینچی-فیومیچینو، سانتاندر، سانتیاگو د کمپوستلا، سن پابلو، شنن، ویزه فصلی: والادولید، ساراگوسا |
| اسمارت‌وینگز اجرا توسط تراول سرویس ایرلاینز | پراگ رازیون فصلی: برست برتانی |
| سان‌اکسپرس دویچلند                          | کلن بن، دوسلدورف، فرانکفورت، هانوفر، مونیخ، نورنبرگ، پادربورن لیپشتات، اشتوتگارت |
| ترانساویا.کام                              | اسخیپول آمستردام، آیندهوون، خرونینگن ایلده، روتردام دی‌هیگ |
| تی‌یوآی‌فلای                                 | دوسلدورف، فرانکفورت، هانوفر، مونیخ، اشتوتگارت، آیندهوون |
| ویولینگ                                    | بارسلونا-ال پرات، بیلبائو، مالاگا، اورلی، لئوناردو دا وینچی-فیومیچینو، سن پابلو، زوریخ |
| ویز ایر                                    | بوداپست فرنک لیست، کاتوویتس |

### Charter
| شرکت‌های هواپیمایی                | مقصدهای پروازی |
| -------------------------------- | --- |
| Corendon Dutch Airlines          | چارتر فصلی: اسخیپول آمستردام |
| انتر ایر                         | چارتر فصلی: شوپن ورشو |
| Germania                         | چارتر فصلی: تولوز-بلانیاک |
| جت تایم                          | چارتر فصلی: بیلاند، هلسینکی |
| Neos                             | چارتر فصلی: میلانو مالپنسا |
| نروجین ایر شاتل                  | چارتر فصلی: فلسلند برگن |
| نووایر                           | چارتر فصلی: گوتنبرگ-لاندوتر، گاردرموئن اسلو، استکهلم-آرلاندا |
| هواپیمایی اسکاندیناوی            | چارتر فصلی: فلسلند برگن |
| Thomas Cook Airlines             | چارتر فصلی: بلفاست، بیرمنگام، بریستول، ایست میدلند، گلاسگو، گاتویک، استانستد لندن، منچستر، نیوکاسل                                                                              |
| Thomas Cook Airlines Scandinavia | چارتر فصلی: کپنهاگ، استکهلم-آرلاندا |
| Thomson Airways                  | چارتر فصلی: بلفاست، بیرمنگام، بورنموث، بریستول، کاردیف، دونکاستر شفیلد رابین‌هود، دوبلین، ایست میدلند، ادینبرو، اکستر، گلاسگو، گاتویک، لوتن لندن، استانستد لندن، منچستر، نیوکاسل |
| تراول سرویس ایرلاینز             | چارتر فصلی: برست برتانی، دوویل سنت-گیشن، کاتوویتس، شوپن ورشو |
| تی‌یوآی ایرلاینز نیدرلندز         | چارتر فصلی: اسخیپول آمستردام، آیندهوون |
| TUIfly Belgium                   | چارتر فصلی: بروکسل، لیون-سینت اگزوپری، متز-نانسی-لورن، شارل دوگل پاریس |
| تی‌یوآی‌فلای نوردیک                | چارتر فصلی: کپنهاگ، گوتنبرگ-لاندوتر، هلسینکی، گاردرموئن اسلو، استکهلم-آرلاندا                                                                                                   |